# ジョー・デローチ
ジョー・デローチ（Joseph ("Joe") Nathaniel DeLoach、1967年6月5日 - ）は、アメリカ合衆国の元陸上競技選手。専門は短距離。身長182cm、体重76kg。
1988年ソウルオリンピックの200mに21歳で出場。決勝では、同じアメリカのカール・ルイスらを抑え、19秒75のオリンピック新記録（当時）で金メダルを獲得。オリンピックで9個の金メダルを獲得しているルイスにとって唯一敗れた個人種目となった。
1992年、故障の影響によりバルセロナオリンピックの国内選考で敗れ、引退した。

## 主な実績
| 年   | 大会         | 場所             | 種目 | 結果 | 記録   |
| ---- | ------------ | ---------------- | ---- | ---- | ------ |
| 1988 | オリンピック | ソウル(大韓民国) | 200m | 1位  | 19秒75 |

## 自己ベスト
- 100m - 10秒03　（1988年6月4日）
- 200m - 19秒75　（1988年9月28日）